# Finale della Coppa CERS 2004-2005
La finale della 25ª edizione della Coppa CERS fu disputata in gara d'andata e ritorno tra gli italiani del Follonica e i connazionali del Bassano 54. Con il punteggio complessivo di 8 a 4 fu il Follonica ad aggiudicarsi per la prima volta nella storia il trofeo.

## Le squadre
| Squadre    | Partecipazioni precedenti (il grassetto indica la vittoria) |
| ---------- | ----------------------------------------------------------- |
| Bassano 54 | 1986, 2004                                                  |
| Follonica  | Nessuna                                                     |

## Tabellini

### Andata
| Bassano del Grappa 16 aprile 2005 | Bassano 54 | 0 – 4 | Follonica | PalaInfoplus |

### Ritorno
| Follonica 30 aprile 2005 | Follonica | 4 – 4 | Bassano 54 | Pista Armeni |